# Nati nel 1944/Agosto
| Questa pagina contiene informazioni ricavate automaticamente dalle voci biografiche con l'ausilio del template Bio e di un bot. L'aggiornamento è periodico e automatico e ricostruisce completamente la pagina. Se manca una persona in questa lista, sei pregato di non aggiungerla, ma accertati piuttosto che la sua voce biografica contenga il template Bio e che i dati anagrafici siano correttamente compilati. Se il template Bio manca, inseriscilo tu stesso o, in alternativa, metti l'avviso {{tmp\|Bio}} che ne segnala la mancanza. Se i dati riportati sono sbagliati, correggi direttamente la voce biografica; le modifiche saranno visibili in questa lista entro pochi giorni. Per chiarimenti vedi il progetto biografie. La lista contiene solo le 233 persone che sono citate nell'enciclopedia e per le quali è stato implementato correttamente il template Bio. Pagina aggiornata al 10 ago 2025. |

- 1º agosto - Alfonso Badini Confalonieri, vescovo cattolico italiano
- 1º agosto - Károly Bajkó, lottatore ungherese († 1997)
- 1º agosto - Vittorio Cotesta, sociologo italiano
- 1º agosto - Alberto Farassino, critico cinematografico e saggista italiano († 2003)
- 1º agosto - Gidiuli, cantante italiano († 2009)
- 1º agosto - Ferdinand Fairfax, regista britannico († 2008)
- 1º agosto - Nicoletta Machiavelli, attrice italiana († 2015)
- 1º agosto - Jurij Romanenko, cosmonauta sovietico
- 1º agosto - Masamitsu Tsuchida, giocatore di go giapponese († 2023)
- 2 agosto - Ewa Braun, scenografa e costumista polacca
- 2 agosto - Jim Capaldi, cantante e batterista britannico († 2005)
- 2 agosto - Alberto Coramini, calciatore italiano († 2015)
- 2 agosto - Tony Costa, serial killer statunitense († 1974)
- 2 agosto - Tommaso Ghirelli, vescovo cattolico italiano
- 2 agosto - Gheorghe Gornea, calciatore rumeno († 2005)
- 2 agosto - Edgar Lacey, cestista statunitense († 2011)
- 2 agosto - Naná Vasconcelos, musicista e percussionista brasiliano († 2016)
- 3 agosto - Nino Bravo, cantante spagnolo († 1973)
- 3 agosto - Dejan Dabović, pallanuotista e allenatore di pallanuoto jugoslavo († 2020)
- 3 agosto - Vito Gamberale, dirigente d'azienda e dirigente pubblico italiano
- 3 agosto - Allan Gilliver, ex calciatore inglese
- 3 agosto - Antonius Lambertus Maria Hurkmans, vescovo cattolico olandese
- 3 agosto - Cas Janssens, calciatore olandese († 2024)
- 3 agosto - Giovanni Polara, latinista italiano
- 3 agosto - Manuel Toharia, divulgatore scientifico e saggista spagnolo
- 4 agosto - Richard Belzer, attore e comico statunitense († 2023)
- 4 agosto - William Frankfather, attore statunitense († 1998)
- 4 agosto - Vittorio Guidano, psicologo e psichiatra italiano († 1999)
- 4 agosto - Robert Joel, attore statunitense († 1992)
- 4 agosto - Teodomiro Leite de Vasconcelos, giornalista e scrittore portoghese († 1997)
- 4 agosto - Pierpaolo Manservisi, ex calciatore italiano
- 4 agosto - Bobo Stenson, pianista e musicista svedese
- 4 agosto - Tibor Tatai, ex canoista ungherese
- 4 agosto - Valerio Valeri, filosofo e antropologo italiano († 1998)
- 5 agosto - Enrico Burlando, allenatore di calcio e ex calciatore italiano
- 5 agosto - Pier Giorgio Gallotti, politico e medico italiano († 2006)
- 5 agosto - Polycarp Pengo, cardinale e arcivescovo cattolico tanzaniano
- 6 agosto - Sandra Cioffi, politica e dirigente d'azienda italiana
- 7 agosto - Silvia Arzuffi, attrice teatrale, cabarettista e regista televisiva italiana († 2018)
- 7 agosto - Ferruccio Fazio, medico e politico italiano
- 7 agosto - Daniel Féret, politico belga
- 7 agosto - John Glover, attore statunitense
- 7 agosto - Giorgio Gorla, velista italiano
- 7 agosto - Andrew Gurr, diplomatico e politico britannico
- 7 agosto - Dave Morgan, pilota automobilistico e ingegnere britannico († 2018)
- 7 agosto - Robert Mueller, avvocato e dirigente pubblico statunitense
- 7 agosto - Giovanni Polidoro, biochimico e politico italiano
- 7 agosto - David Rasche, attore statunitense
- 7 agosto - Sergio Veljak, pallavolista e allenatore di pallavolo italiano († 2006)
- 7 agosto - Claudio Vellani, calciatore italiano († 2006)
- 8 agosto - Peter Biziou, direttore della fotografia britannico
- 8 agosto - Derib, fumettista svizzero
- 8 agosto - Bill Hewitt, ex cestista statunitense
- 8 agosto - John Holmes, attore pornografico statunitense († 1988)
- 8 agosto - Matina Karra, attrice, doppiatrice e conduttrice televisiva greca
- 8 agosto - Bernard Ménez, attore, cantante e regista francese
- 8 agosto - Nicola Pugliese, scrittore italiano († 2012)
- 8 agosto - John Renbourn, chitarrista e compositore britannico († 2015)
- 8 agosto - Robert Smith, dirigente d'azienda scozzese
- 8 agosto - Andy Surdi, cantautore e polistrumentista italiano
- 8 agosto - Mugihito, doppiatore e attore giapponese
- 9 agosto - George Armstrong, calciatore e allenatore di calcio inglese († 2000)
- 9 agosto - Antonio Boccia, politico e funzionario italiano
- 9 agosto - Patrick Depailler, pilota automobilistico francese († 1980)
- 9 agosto - Claudio Di Pucchio, allenatore di calcio e ex calciatore italiano
- 9 agosto - Bernd Dobermann, calciatore tedesco orientale († 2022)
- 9 agosto - Sam Elliott, attore statunitense
- 9 agosto - Andrzej Przybielski, trombettista polacco († 2011)
- 9 agosto - Italo Tanoni, politico italiano
- 10 agosto - Marco Bonetti, attore e doppiatore italiano
- 10 agosto - Jim Crockett, imprenditore e dirigente sportivo statunitense († 2021)
- 10 agosto - Björn Ferm, ex pentatleta svedese
- 10 agosto - Battista Festa, ex calciatore italiano
- 10 agosto - Luigi Grechi, cantautore e chitarrista italiano
- 10 agosto - Ivana Kuchařová, ex cestista e allenatrice di pallacanestro cecoslovacca
- 10 agosto - Abdul Latif Rashid, politico iracheno
- 10 agosto - Nijole Valadkeviciute, regista, grafica e pittrice lituana († 2020)
- 10 agosto - Jean Wilson, ex cestista australiana
- 11 agosto - Pietro Fontana, calciatore e allenatore di calcio italiano († 2020)
- 11 agosto - Renzo Gubert, politico italiano
- 11 agosto - Ian McDiarmid, attore e regista teatrale britannico
- 12 agosto - Gabriele Basilico, fotografo italiano († 2013)
- 12 agosto - Jaroslav Kovář, ex cestista cecoslovacco
- 12 agosto - Francesco Morini, dirigente sportivo e calciatore italiano († 2021)
- 13 agosto - Pippo Cantarella, ex pattinatore di velocità in-line italiano
- 13 agosto - Divina Galica, ex sciatrice alpina, sciatrice di velocità e pilota automobilistica britannica
- 13 agosto - José García-Margallo y Marfil, politico spagnolo
- 13 agosto - Lajos Puskás, allenatore di calcio e ex calciatore ungherese
- 13 agosto - Marco Salvatore, medico italiano
- 13 agosto - Kevin Thomas, calciatore inglese († 2022)
- 13 agosto - Kevin Tighe, attore statunitense
- 14 agosto - Bobby Duncum, ex wrestler e ex giocatore di football americano statunitense
- 14 agosto - Franco Mori, ex ciclista su strada italiano
- 14 agosto - Franco Tretter, politico italiano
- 15 agosto - Krzysztof Birula-Białynicki, allenatore di hockey su ghiaccio e hockeista su ghiaccio polacco († 2014)
- 15 agosto - Barbara Bouchet, attrice e ex ballerina tedesca
- 15 agosto - Maria Teresa Cau, cantautrice italiana († 1977)
- 15 agosto - Giampaolo Di Paola, ammiraglio e politico italiano
- 15 agosto - Gianfranco Ferré, stilista italiano († 2007)
- 15 agosto - Ora Goldstein, atleta paralimpica, nuotatrice e cestista israeliana († 2022)
- 15 agosto - Corrado Ruggeri, ex pattinatore e politico italiano
- 15 agosto - Nicholas James Samra, vescovo cattolico statunitense
- 15 agosto - Dimitris Sioufas, politico greco († 2019)
- 15 agosto - Thor Spydevold, calciatore norvegese († 2024)
- 15 agosto - Stephen Vacendak, ex cestista, allenatore di pallacanestro e dirigente sportivo statunitense
- 15 agosto - Sylvie Vartan, cantante francese
- 15 agosto - Michel Vauzelle, politico francese
- 15 agosto - Franz Vogler, ex sciatore alpino tedesco
- 15 agosto - Omar Wehbe, calciatore argentino († 2019)
- 15 agosto - Michael Young, bobbista canadese
- 16 agosto - Kevin Ayers, cantautore, chitarrista e bassista inglese († 2013)
- 16 agosto - Soledad Becerril, politica spagnola
- 16 agosto - Giordano Bellei, ex calciatore italiano
- 16 agosto - Giorgio Maini, politico italiano († 2024)
- 16 agosto - Italo Marri, politico italiano
- 16 agosto - James Michel, politico seychellese
- 16 agosto - Joaquín Rocha, ex pugile messicano
- 16 agosto - Dick Zimmer, politico statunitense
- 16 agosto - Vittorio Zucconi, giornalista e scrittore italiano († 2019)
- 17 agosto - Baby Huey, cantante statunitense († 1970)
- 17 agosto - Millard Drexler, dirigente d'azienda statunitense
- 17 agosto - Larry Ellison, imprenditore e informatico statunitense
- 17 agosto - Rexhep Meidani, politico albanese
- 17 agosto - Bobby Murdoch, allenatore di calcio e calciatore scozzese († 2001)
- 17 agosto - Gabriele Schaal, ex cestista tedesca
- 18 agosto - Bruno Bacchetta, ex calciatore italiano
- 18 agosto - Paula Danziger, scrittrice statunitense († 2004)
- 18 agosto - Renata Ferri, musicista italiana
- 18 agosto - Françoise Lebrun, attrice francese
- 18 agosto - Volker Lechtenbrink, attore, doppiatore e cantante tedesco († 2021)
- 18 agosto - Karim Pakraduni, politico libanese
- 18 agosto - Helena Rojo, attrice messicana († 2024)
- 19 agosto - Jean Fréchet, chimico statunitense
- 19 agosto - Hugo Gatti, calciatore argentino († 2025)
- 19 agosto - Stew Johnson, ex cestista e allenatore di pallacanestro statunitense
- 19 agosto - Georg Lewandowski, politico tedesco
- 19 agosto - Peter Noble, calciatore inglese († 2017)
- 19 agosto - John Roselius, attore statunitense († 2018)
- 19 agosto - Adrian Smith, architetto statunitense
- 19 agosto - Mordechai Spiegler, allenatore di calcio e ex calciatore israeliano
- 19 agosto - Carl Wolmar Jakob von Uexküll, scrittore, politico e filantropo svedese
- 19 agosto - Frédéric Vitoux, scrittore e giornalista francese
- 19 agosto - Yang Seung-kook, ex calciatore nordcoreano
- 20 agosto - Leendert van Dis, ex canottiere olandese
- 20 agosto - Sergio Fintoni, direttore artistico e saggista italiano
- 20 agosto - Rajiv Gandhi, politico indiano († 1991)
- 20 agosto - Don Hansen, ex giocatore di football americano statunitense
- 20 agosto - Salvatore Inzerillo, mafioso italiano († 1981)
- 20 agosto - Dušan Kabát, calciatore cecoslovacco († 2022)
- 20 agosto - Angelo Licheri, italiano († 2021)
- 20 agosto - Fausta Morganti, politica e insegnante sammarinese († 2021)
- 20 agosto - Joseph Trần Xuân Tiếu, vescovo cattolico vietnamita († 2025)
- 21 agosto - Vincenzo Noto, scrittore, religioso e giornalista italiano († 2013)
- 21 agosto - Peter Weir, regista, sceneggiatore e produttore cinematografico australiano
- 22 agosto - Rocco Brindisi, scrittore italiano
- 22 agosto - Birgit Cramon Daiber, politica tedesca
- 22 agosto - Bertrand Grell, ex calciatore trinidadiano
- 22 agosto - Peter Hofmann, tenore tedesco († 2010)
- 22 agosto - Eduardo Luján Manera, calciatore e allenatore di calcio argentino († 2000)
- 22 agosto - Monta Mino, conduttore televisivo e doppiatore giapponese († 2025)
- 22 agosto - Tom Mitchell, giocatore di football americano statunitense († 2017)
- 22 agosto - Ugo Porcelli, autore televisivo e produttore televisivo italiano
- 22 agosto - Paul Singer, imprenditore statunitense
- 22 agosto - Tom Von Ruden, mezzofondista statunitense († 2018)
- 23 agosto - Saira Banu, attrice indiana
- 23 agosto - Enzo Cainero, dirigente sportivo e calciatore italiano († 2023)
- 23 agosto - Roberto D'Aubuisson, politico e militare salvadoregno († 1992)
- 23 agosto - Augustin Deleanu, calciatore e dirigente sportivo rumeno († 2014)
- 23 agosto - Hiroshi Kobayashi, ex pugile giapponese
- 23 agosto - Meg Miners, ex nuotatrice rhodesiana
- 23 agosto - Antonia Novello, politica e medico statunitense
- 24 agosto - Christine Chubbuck, giornalista e conduttrice televisiva statunitense († 1974)
- 24 agosto - Graziella Fumagalli, medico italiano († 1995)
- 24 agosto - Bill Goldsworthy, hockeista su ghiaccio e allenatore di hockey su ghiaccio canadese († 1996)
- 24 agosto - Gregory Jarvis, astronauta statunitense († 1986)
- 24 agosto - Rocky Johnson, wrestler e pugile canadese († 2020)
- 24 agosto - Giovanni Sabbatucci, storico e giornalista italiano († 2024)
- 24 agosto - Roberto Villetti, politico italiano († 2019)
- 25 agosto - Conrad Black, editore, scrittore e politico britannico
- 25 agosto - Vincenzo Silvano Casulli, astronomo italiano († 2018)
- 25 agosto - Frei Betto, teologo e scrittore brasiliano
- 25 agosto - Anthony Heald, attore statunitense
- 25 agosto - Eduardo Herrera, ex calciatore cileno
- 25 agosto - Pat Martino, chitarrista e compositore statunitense († 2021)
- 25 agosto - Sergej Aleksandrovič Solov'ëv, regista e sceneggiatore russo († 2021)
- 25 agosto - José Urruzmendi, ex calciatore uruguaiano
- 26 agosto - Willy Bertin, ex biatleta e fondista italiano
- 26 agosto - Alexis Bétemps, storico, etnologo e politico italiano
- 26 agosto - Mario Colautti, allenatore di calcio e ex calciatore italiano
- 26 agosto - Patrick Devedjian, avvocato e politico francese († 2020)
- 26 agosto - Neroli Fairhall, arciera neozelandese († 2006)
- 26 agosto - Ron Huldai, politico e generale israeliano
- 26 agosto - Jørn Lund, ex ciclista su strada danese
- 26 agosto - Hugh Montgomery, matematico statunitense
- 26 agosto - Richard, duca di Gloucester, nobile britannico
- 26 agosto - Maureen Tucker, batterista statunitense
- 27 agosto - G. W. Bailey, attore statunitense
- 27 agosto - Tim Bogert, musicista statunitense († 2021)
- 27 agosto - Antonio D'Oppido, ex nuotatore italiano
- 27 agosto - Franco Nanni, ex calciatore italiano
- 27 agosto - Vicente Zarazúa, ex tennista messicano
- 28 agosto - Paolo Bertetto, storico del cinema italiano
- 28 agosto - Boyd Coddington, designer statunitense († 2008)
- 28 agosto - Roger De Coster, pilota motociclistico belga
- 28 agosto - Mario Ferraguti, ex calciatore italiano
- 28 agosto - Marianne Heemskerk, ex nuotatrice olandese
- 28 agosto - Anna Maria Mammoliti, attivista, giornalista e editrice italiana († 2009)
- 28 agosto - Enric Margall, cestista spagnolo († 1986)
- 28 agosto - Elena Mauti Nunziata, cantante lirica italiana († 2024)
- 28 agosto - Kay Parker, attrice pornografica britannica († 2022)
- 28 agosto - Ángel Clemente Rojas, ex calciatore argentino
- 28 agosto - Orlando Smith, politico anglo-verginiano
- 28 agosto - Ahmet Nazif Zorlu, imprenditore turco
- 29 agosto - Antonio Conte, politico italiano
- 29 agosto - Calogero Di Bona, militare italiano († 1979)
- 29 agosto - Walter Gorini, ex pistard italiano
- 29 agosto - Lukas Hartmann, scrittore svizzero
- 29 agosto - Markéta Luskačová, fotografa ceca
- 29 agosto - Ricardo Pérez, ex calciatore argentino
- 30 agosto - Sergio Calabrese, giornalista e scrittore italiano
- 30 agosto - Wolf Roth, attore tedesco
- 30 agosto - John Surman, musicista britannico
- 30 agosto - Alex Wyllie, rugbista a 15 e allenatore di rugby a 15 neozelandese († 2025)
- 31 agosto - John Austin, cestista statunitense († 2020)
- 31 agosto - Mauro Baranzini, docente e economista svizzero
- 31 agosto - Ivano Beggio, imprenditore italiano († 2018)
- 31 agosto - Roger Dean, illustratore britannico
- 31 agosto - Dietmar Huhn, attore tedesco
- 31 agosto - Sergio Iannuccilli, politico e giornalista italiano
- 31 agosto - Jos LeDuc, wrestler canadese († 1999)
- 31 agosto - Anna Lizaran, attrice spagnola († 2013)
- 31 agosto - Joachim Marx, ex calciatore polacco
- 31 agosto - Earnie Shavers, pugile statunitense († 2022)